# Airports Authority of India
Die Airports Authority of India (AAI) ist eine Körperschaft des öffentlichen Rechts, deren Aufgabe im Betrieb von mehr als 120 indischen Flughäfen besteht. Sie ist dem Ministerium für Zivilluftfahrt (Ministry of Civil Aviation) der indischen Regierung unterstellt. Einige neuere Flughäfen wie der Kannur Airport oder der Lucknow Airport werden von privaten Unternehmen wie der Adani Group betrieben.

## Geschichte
Die AAI wurde im Jahr 1995 durch den Zusammenschluss der International Airports Authority of India (IAAI) und der National Airports Authority of India (NAAI) gegründet.

## Zweck
Die AAI ist sowohl für die sicherheitstechnische Ausstattung am Boden wie auch in der Luft zuständig. In ihre Verantwortung fällt sowohl die Flugsicherheit (Flugsimulatoren, Instrumentenlandesysteme etc.) als auch die Sicherheit am Boden (Start- und Landebahnen, Flughafenfeuerwehr etc.)